# High Maintenance (мини-альбом)
| Оценки критиков      | Оценки критиков                                                                    |
| Источник             | Оценка                                                                             |
| -------------------- | ---------------------------------------------------------------------------------- |
| Allmusic             | 2,5 из 5 звёзд · 2,5 из 5 звёзд · 2,5 из 5 звёзд · 2,5 из 5 звёзд · 2,5 из 5 звёзд |
| Boston Herald        | (положительная)                                                                    |
| Entertainment Weekly | (B+)                                                                               |
| USA Today            | 2,5 из 5 звёзд · 2,5 из 5 звёзд · 2,5 из 5 звёзд · 2,5 из 5 звёзд · 2,5 из 5 звёзд |
| The Washington Post  | (смешанная)                                                                        |

High Maintenance — второй мини-альбом американской певицы Миранды Косгроув, издан 15 марта 2011 года на лейблах Columbia и Epic. Выпуску мини-альбома предшествовал выпуск главного сингла «Dancing Crazy», написанного в соавторстве с Аврил Лавин, продюсером которого выступили Макс Мартин и Shellback. «Dancing Crazy» стал первым синглом Косгроув попавшим в чарт Top Heatseekers, достигнув 21-й позиции и 100-й позиции в чарте Billboard Hot 100 в США. Альбом дебютировал под номером 34 в чарте Billboard 200 в США.
Получил смешанные и положительные отзывы музыкальных критиков, многие хвалили звучание и продюсирование. Однако другие утверждали, что Косгроув и её музыке не хватало оригинальности. Альбом продвигался в основном за счёт гастролей и рекламных выступлений на телевидении, включая Dancing Crazy Tour, в котором было более двадцати остановок в Северной Америке. Тур проходил с января по август 2011 года с Грейсоном Ченсом на разогреве. Дуэт также исполнил «Dancing Crazy» на Шоу Эллен Дедженерес в марте 2011 года. Другие рекламные выступления включали выступление в Hard Rock Cafe в день выхода альбома, а также интервью на ток-шоу, таких как Today.

## Об альбоме
High Maintenance включает в себя 5 новых песен + бонус видео, которое выпускают как бонус трек в iTunes Store.

## Продвижение
Косгроув озаглавила свой собственный тур под названием Dancing Crazy Tour, который был назван в честь сингла «Dancing Crazy». Тур начался 24 января 2011 года и закончился 25 февраля 2011 года. Тур проходил в Техасе, Миннесоте, Висконсине, Иллинойсе, Индиане, Калифорнии, Нью-Йорке, Массачусетсе и других штатах. Во время тура Косгроув также выступала в театрах в Атланте, Тампе и Орландо. В туре Косгроув сопровождал Грейсон Ченс, который прославился после того, как на сервисе YouTube появилось видео на котором он поет песню Леди Гаги «Paparazzi». Ченс исполнил несколько собственных авторских песен, а также кавер-версии песен известных исполнителей. На концерт тура, который проходил в городе Нью-Йорке, было продано 79% билетов. Общий валовой доход шоу составил 107 619 долларов США. Шоу тура, которое проходило в городе Лоуэлл, штат Массачусетс, тоже было коммерчески успешным: было продано 89% билетов. Общий валовой доход от шоу составил 81 195 долларов США. Концерты в других городах концерты были менее коммерчески успешны.
Главный сингл а альбома также был исполнен вживую в эпизоде шоу Эллен ДеДженерес 9 марта 2011 года.

## Критика
После выпуска получил смешанные и положительные отзывы. Джеймс Кристофер Монгер из Allmusic дал альбому оценку две с половиной звезды из пяти и написал, что «EP High Maintenance, показывает, что певица движется к более взрослой поп-музыке, хотя броский, мелодичный танцевальный поп, который завоевал легионы ее крошечных поклонников, остается в его основе». Лорен Картер из The Boston Herald сравнила звук альбома с такими звездами как Аврил Лавин и Кеша, и прокомментировала: «Это в основном классное развлечение, саундтрек повзрослевшей Косгроув, позволяющей себе расслабиться и проверить правила, не нарушая их». Микаэль Вуд из Entertainment Weekly сказал, что «возвращение Косгроув к музыке в этот раз сильнее, чем раньше». Эллисон Стюарт из The Washington Post высказала смешанное мнение, заявив: «Новый EP Косгроув будет звучать знакомо всем, кто слышал ее скромный и принятый, похожий по звучанию дебютный альбом 2010-го года Sparks Fly или любой другой подростковый поп-диск, выпущенный за последние пять лет». Редакторы USA Today дали EP отрицательный отзыв.

## Список композиций
| №  | Название                                    | Длительность |
| -- | ------------------------------------------- | ------------ |
| 1. | «Dancing Crazy»                             | 3:40         |
| 2. | «High Maintenance» (featuring Rivers Cuomo) | 3:09         |
| 3. | «Face of Love»                              | 3:32         |
| 4. | «Kiss You Up»                               | 3:06         |
| 5. | «Sayonara»                                  | 2:41         |

| №  | Название                   | Длительность |
| -- | -------------------------- | ------------ |
| 6. | «High Maintenance» (Video) | 8:31         |